# Goães (Amares)
Goães é uma povoação portuguesa sede da Freguesia de Goães do Município de Amares, freguesia com 3,03 km² de área e 490 habitantes (censo de 2021), tendo, por isso, uma densidade populacional de 161,7 hab./km².

## Demografia
A população registada nos censos foi:
| Distribuição da População por Grupos Etários | Distribuição da População por Grupos Etários | Distribuição da População por Grupos Etários | Distribuição da População por Grupos Etários | Distribuição da População por Grupos Etários |
| -------------------------------------------- | -------------------------------------------- | -------------------------------------------- | -------------------------------------------- | -------------------------------------------- |
| Ano                                          | 0-14 Anos                                    | 15-24 Anos                                   | 25-64 Anos                                   | > 65 Anos                                    |
| 2001                                         | 109                                          | 115                                          | 257                                          | 117                                          |
| 2011                                         | 77                                           | 80                                           | 274                                          | 115                                          |
| 2021                                         | 49                                           | 55                                           | 248                                          | 138                                          |

## História
Integrou o concelho de Santa Marta do Bouro, extinto em 31 de dezembro de 1853, data em que passou para o concelho (atual município) de Amares.